# الیاس آچوری
الیاس آچوری (فرانسوی: Elias Achouri‎؛ زادهٔ ۱۰ فوریهٔ ۱۹۹۹) بازیکن فوتبال اهل تونس-فرانسه است.

## باشگاهی
از باشگاه‌هایی که در آن بازی کرده‌است می‌توان به باشگاه فوتبال سن-اتین اشاره کرد.

## تیم ملی
وی همچنین در تیم ملی فوتبال تونس بازی کرده‌است.